# Anja Weber
Anja Weber (ur. 29 czerwca 2001 w Wetzikon) – szwajcarska biegaczka narciarska, brązowa medalistka mistrzostw świata, mistrzyni świata juniorek i dwukrotna medalistka mistrzostw świata młodzieżowców.

## Kariera
Po raz pierwszy na arenie międzynarodowej pojawiła się 5 marca 2016 roku w Arber, gdzie w zawodach juniorskich wygrała bieg na 5 km techniką klasyczną. W 2018 roku wystartowała na mistrzostwach świata juniorów w Goms, gdzie zajęła 42. miejsce w biegu na 5 km stylem klasycznym i dziewiąte w sztafecie. Jeszcze trzykrotnie startowała na imprezach tego cyklu, zdobywając między innymi złoty medal w sztafecie podczas mistrzostw świata juniorów w Oberwiesenthal w 2020 roku. Na mistrzostwach świata młodzieżowców w Lygna w 2022 roku była najlepsza w biegu na 10 km stylem klasycznym. Ponadto podczas mistrzostw świata młodzieżowców w Whistler rok później zdobyła brązowy medal w sztafecie mieszanej.
W Pucharze Świata zadebiutowała 11 grudnia 2021 roku w Davos, gdzie w sprincie stylem dowolnym zajęła 54. miejsce. Pierwsze pucharowe punkty wywalczyła nieco ponad rok później, 17 grudnia 2022 roku w tej samej miejscowości, kiedy sprint stylem dowolnym ukończyła na 28. miejscu.
Wystartowała na igrzyskach olimpijskich w Pekinie w 2022 roku, zajmując 49. miejsce w sprincie stylem dowolnym i 55. miejsce w biegu na 10 km stylem klasycznym.

## Osiągnięcia

### Igrzyska olimpijskie
| Miejsce | Dzień     | Rok  | Miejscowość | Konkurencja             | Czas biegu | Strata  | Zwyciężczyni   |
| ------- | --------- | ---- | ----------- | ----------------------- | ---------- | ------- | -------------- |
| 49.     | 8 lutego  | 2022 | Zhangjiakou | Sprint stylem dowolnym  | 3:09,68    | —       | Jonna Sundling |
| 55.     | 10 lutego | 2022 | Zhangjiakou | 10 km stylem klasycznym | 28:06,3    | +4:07,1 | Therese Johaug |

### Mistrzostwa świata
| Miejsce | Dzień     | Rok  | Miejscowość | Konkurencja                            | Czas biegu | Strata  | Zwyciężczyni    |
| ------- | --------- | ---- | ----------- | -------------------------------------- | ---------- | ------- | --------------- |
| 5.      | 26 lutego | 2023 | Planica     | Sprint drużynowy stylem dowolnym       | 19:40,73   | +36,71  | Szwecja         |
| 35.     | 28 lutego | 2023 | Planica     | 10 km stylem dowolnym                  | 23:40,8    | +2:30,8 | Jessica Diggins |
| 10.     | 2 marca   | 2023 | Planica     | bieg sztafetowy 4×5 km                 | 50:33,3    | +4:16,8 | Norwegia        |
| 31.     | 4 marca   | 2023 | Planica     | 30 km stylem klasycznym (start masowy) | 1:22:18,0  | +8:24,9 | Ebba Andersson  |
| 19.     | 27 lutego | 2025 | Trondheim   | Sprint stylem dowolnym                 | 3:03,36    | —       | Jonna Sundling  |
| 19.     | 2 marca   | 2025 | Trondheim   | 20 km bieg łączony                     | 47:57,1    | +3:05,2 | Ebba Andersson  |
| 3.      | 5 marca   | 2025 | Trondheim   | Sprint drużynowy stylem klasycznym     | 20:51,63   | +9,13   | Szwecja         |

### Mistrzostwa świata juniorów
| Miejsce | Dzień       | Rok  | Miejscowość    | Konkurencja                            | Czas biegu | Strata  | Zwyciężczyni            |
| ------- | ----------- | ---- | -------------- | -------------------------------------- | ---------- | ------- | ----------------------- |
| 42.     | 30 stycznia | 2018 | Goms           | 5 km stylem klasycznym                 | 16:23,9    | +1:42,4 | Polina Niekrasowa       |
| 9.      | 3 lutego    | 2018 | Goms           | bieg sztafetowy 4×3,3 km               | 39:17,4    | +2:28,2 | Niemcy                  |
| 45.     | 22 stycznia | 2019 | Lahti          | 5 km stylem dowolnym                   | 12:50,6    | +1:41,7 | Frida Karlsson          |
| 12.     | 24 stycznia | 2019 | Lahti          | 15 km stylem klasycznym (start masowy) | 40:45,3    | +2:42,8 | Frida Karlsson          |
| 8.      | 22 stycznia | 2019 | Lahti          | bieg sztafetowy 4×3,3 km               | 35:24,7    | +2:05,8 | Norwegia                |
| 16.     | 29 lutego   | 2020 | Oberwiesenthal | Sprint stylem dowolnym                 | 2:33,41    | -       | Louise Lindström        |
| 18.     | 2 marca     | 2020 | Oberwiesenthal | 5 km stylem klasycznym                 | 13:49,1    | +56,6   | Helene Marie Fossesholm |
| 7.      | 4 marca     | 2020 | Oberwiesenthal | 15 km stylem dowolnym (start masowy)   | 35:55,6    | +1:31,1 | Helene Marie Fossesholm |
| 1.      | 6 marca     | 2020 | Oberwiesenthal | bieg sztafetowy 4×3,3 km               | 35:08,6    | —       | —                       |
| DNS     | 9 lutego    | 2021 | Vuokatti       | Sprint stylem klasycznym               | 2:33,24    | -       | Monika Skinder          |
| 24.     | 12 lutego   | 2021 | Vuokatti       | 5 km stylem dowolnym                   | 13:44,3    | +1:09,2 | Wieronika Stiepanowa    |
| 4.      | 13 lutego   | 2021 | Vuokatti       | bieg sztafetowy 4×3,3 km               | 37:50,5    | +1:30,8 | Szwecja                 |
| 10.     | 14 lutego   | 2021 | Vuokatti       | 15 km stylem klasycznym                | 2:33,24    | +1:25,4 | Margrethe Bergane       |

### Mistrzostwa świata młodzieżowców (U-23)
| Miejsce | Dzień       | Rok  | Miejscowość | Konkurencja              | Czas biegu | Strata | Zwyciężczyni             |
| ------- | ----------- | ---- | ----------- | ------------------------ | ---------- | ------ | ------------------------ |
| 1.      | 24 lutego   | 2022 | Lygna       | 10 km stylem klasycznym  | 29:59,8    | —      | —                        |
| 29.     | 26 lutego   | 2022 | Lygna       | Sprint stylem dowolnym   | 2:34,79    | —      | Moa Hansson              |
| 4.      | 27 lutego   | 2022 | Lygna       | Sztafeta mieszana        | 49:20,5    | +30,6  | Norwegia                 |
| 7.      | 29 stycznia | 2023 | Whistler    | Sprint stylem klasycznym | 3:07,58    | —      | Jasmin Kähärä            |
| 4.      | 31 stycznia | 2023 | Whistler    | 20 km stylem klasycznym  | 1:01:40,0  | +20,5  | Kristin Austgulen Fosnæs |
| 6.      | 3 lutego    | 2023 | Whistler    | 10 km stylem dowolnym    | 26:13,0    | +38,4  | Helen Hoffmann           |
| 3.      | 4 lutego    | 2023 | Whistler    | Sztafeta mieszana        | 51:05,0    | +3,3   | Francja                  |

### Puchar Świata

#### Miejsca w klasyfikacji generalnej
| Sezon     | Miejsce |
| --------- | ------- |
| 2021/2022 | -       |
| 2022/2023 | 87.     |
| 2023/2024 | 48.     |
| 2024/2025 | 23.     |

#### Miejsca na podium w zawodach
Weber nie stanęła na podium indywidualnych zawodów PŚ.